# XERMX-OC
XERMX-OC (Radio México Internacional) era una emittente radiofonica Messicana con sede a Città del Messico che operava in Onde corte.
Il suo slogan era "La voce del messico nel mondo" (in spagnolo "Radio México Internacional: La voz de México al mundo").
Iniziò le trasmissioni nel 1969. Nel 1983 fu assorbita dall'Istituto messicano della radio (IMER). Cessò la sua attività il primo giugno del 2004 a causa di mancanza di fondi..
Radio México Internacional è stata rilanciata come web radio in servizio dal 1 gennaio 2011. La nuova programmazione include trasmissioni in spagnolo, francese, inglese e lingue indigene, con musica, rappresentazioni teatrali, documentari, ed altri tipi di programmi educativi o di intrattenimento (notizie, letteratura messicana, ecc...).

## Frequenze
Radio México Internacional era attiva sulle frequenze di 5985, 9705, 11770, 15430 e 17765 kHz.